# Château de Lagardère
Pour les articles homonymes, voir Lagardère.
Le château de Lagardère, bâti peu après 1270, sur la commune de Lagardère (Gers), près de Valence-sur-Baïse, est un château de « type gascon ».

## Histoire
Le château de Lagardère est l’un des seuls châteaux gascons à être daté avec quelque précision : en 1270, le comte d’Armagnac Géraud V fait don à Auger, abbé de Condom, du territoire de La Gardère, avec autorisation d’y construire un ouvrage fortifié. En contrepartie, il se réserve le droit d’occuper l’édifice avec ses soldats lorsque les circonstances l’exigeront. Le château est construit par Guillaume de Nérac pour l’abbé Auger. Il reste en la possession des abbés, puis des évêques de Condom jusqu’en 1571, où il est vendu à Pierre de Lavardac. En 1621, il est racheté par Jean de Maniban et reste propriété familiale jusqu’en 1791. À partir de là commencent son abandon et sa ruine.
De nos jours, une association a entrepris l’étude et la restauration du château. Elle a demandé à l’historien Christian Corvisier de réaliser une étude.
Le château est classé monument historique en 1922.

## Architecture

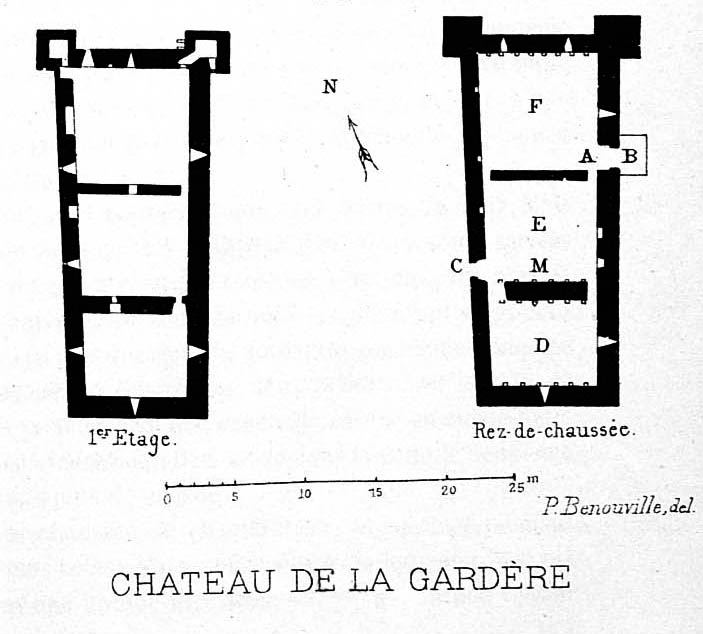
Plan du château, par Paul Benouville

Le château, massif malgré son état de ruine actuel, se présente comme un parallélépipède (en fait, de plan légèrement trapézoïdal) de 25 m de long sur 12 m (au nord) et 10 m (au sud). Une tour massive de même largeur le prolonge au sud, avec une échauguette carrée à l’angle sud-est, et sur la façade opposée, au nord, se trouvent deux hautes tourelles carrées. L’aspect extérieur, en dépit des aménagements apportés aux XVIe et XVIIe siècles, est assez homogène car on n’a pratiquement pas modifié les ouvertures d’origine, comme c’est le cas dans la plupart des autres châteaux gascons. L’accès se faisait par une porte au rez-de-chaussée à l’ouest. Ce premier niveau, éclairé et aéré par quatre étroites meurtrières, servait de cellier. On y trouve un évier dans une niche. Les deux tourelles sont, à ce niveau, pleines : sans doute jouaient-elles un rôle de contreforts. Aux deux niveaux supérieurs, les tourelles ont des chambres de tir pour un archer ou un arbalétrier.
À une époque indéterminée, des aménagements furent apportés à l’intérieur : on créa des murs de refend, le niveau inférieur, haut de 5 m, fut divisé en deux par la création d’un entresol. On ouvrit une porte à 2 m du sol, munie d’un pont-levis reposant sur une structure qui permettait l’accès. Le premier étage était équipé de deux fours, dont un à pain.